# Olpe (Wuppertal)

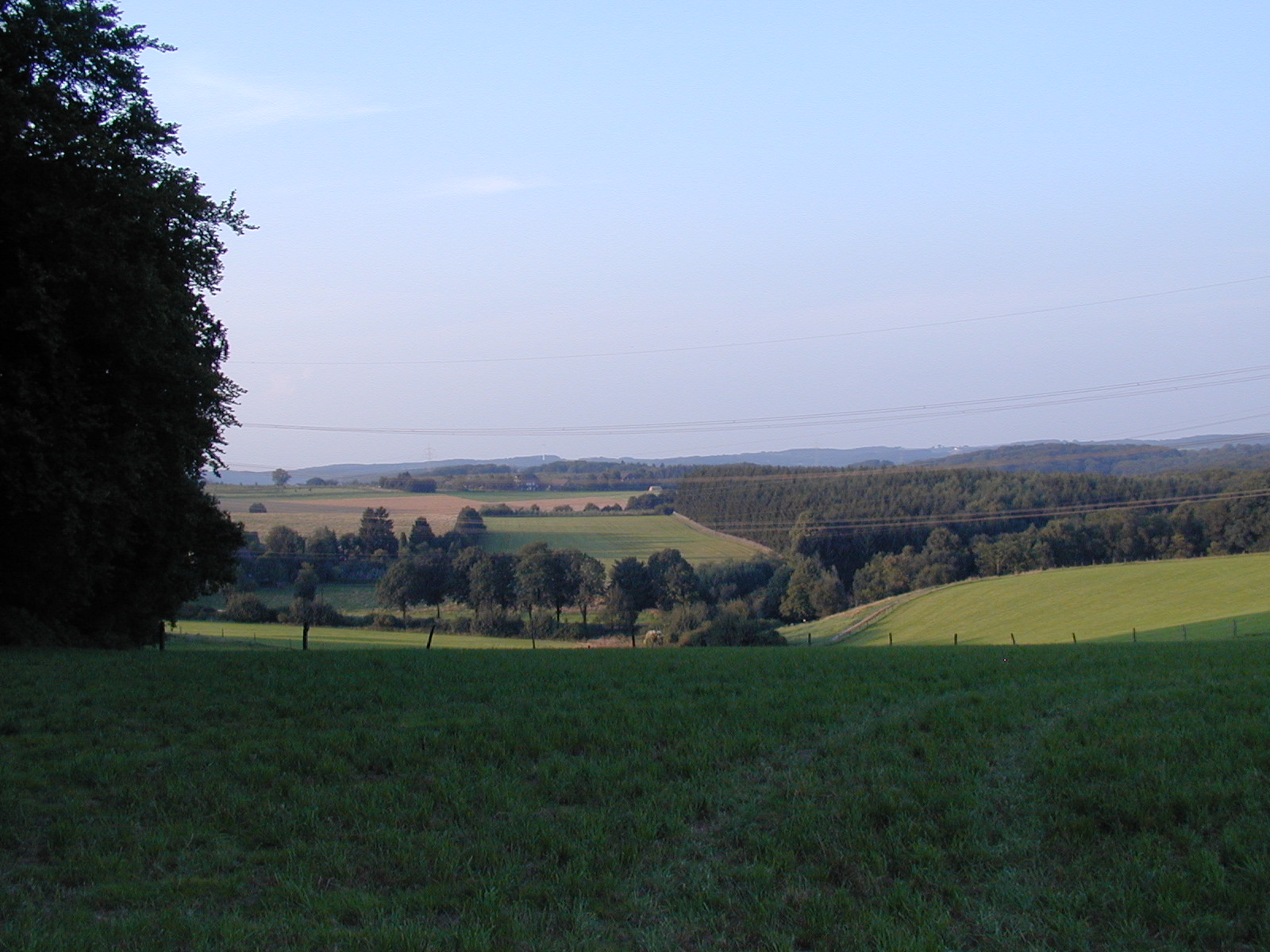
Blick über Olpe im Tal in Richtung Windgassen

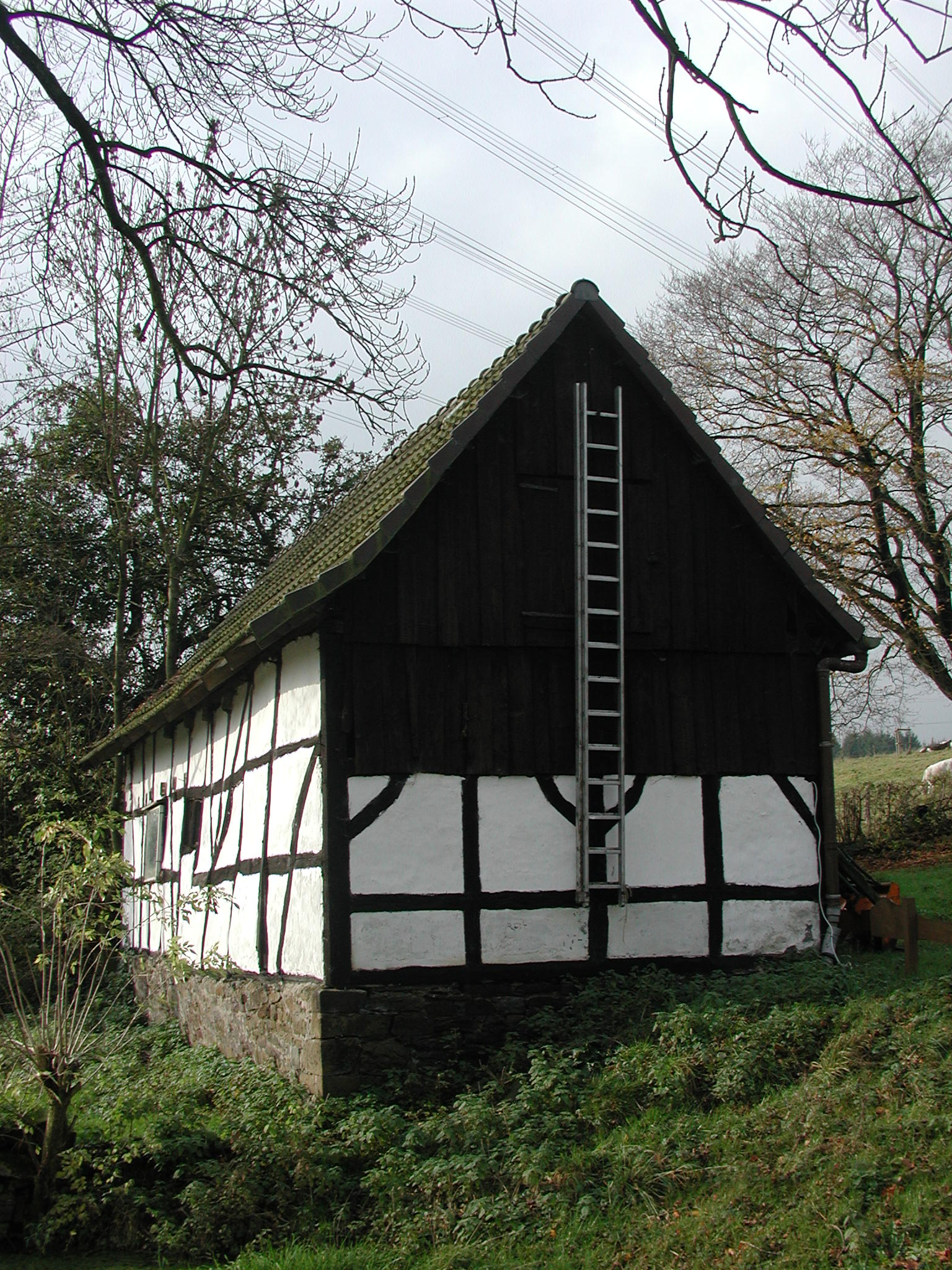
Ehemaliges Backhaus in der Hofschaft Olpe

Olpe ist eine Hofschaft im Wuppertaler Wohnquartier Herbringhausen im Stadtbezirk Langerfeld-Beyenburg.

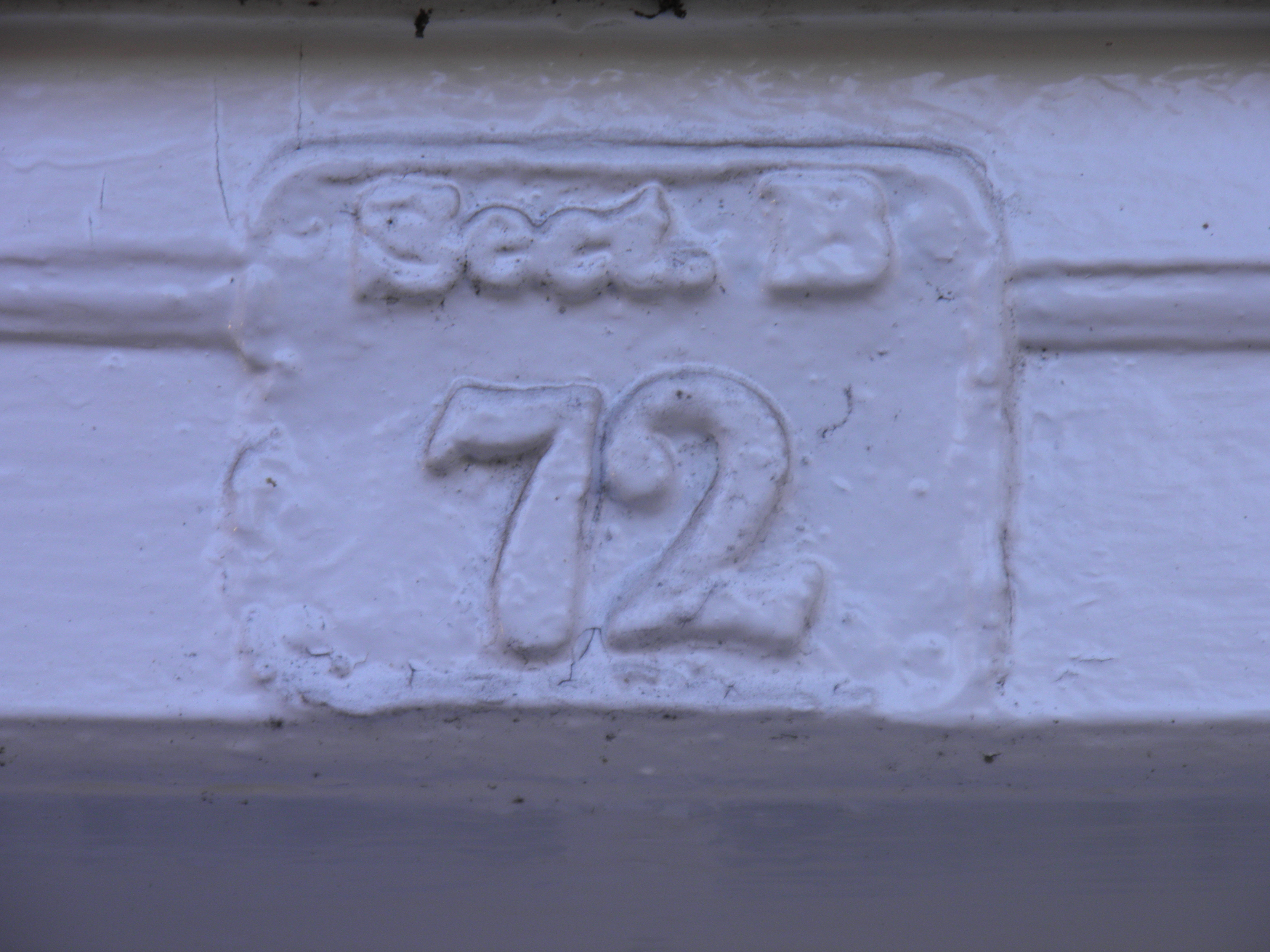
Alte Hausnummer in der Hofschaft Olpe

## Geografie
Die Hofschaft liegt an der Landesstraße 81 auf 293 m ü. NHN, umgeben von hügeligen landwirtschaftlichen Flächen am Rande Garschager Heide. Östlich befindet sich die Herbringhauser Talsperre, südwestlich die Stadtgrenze zu Remscheid-Lüttringhausen. Westlich liegt das benachbarte Olper Höhe und nördlich der Weiler Windgassen. Olpe liegt in der Quellmulde des Olper Siefen, eines Zuflusses der Talsperre.

## Geschichte
Olpe war Namensgeber für den Herbringhauser Bach, der im Mittelalter und der frühen Neuzeit Olpebach genannt wurde. Auch der alte Name Ohl(p)scheidt des Herbringhauser Waldes geht auf den Hofnamen zurück. Ein historisches Backhaus ist in der Hofschaft noch erhalten, wird jedoch als Abstellschuppen benutzt. An einem der Gebäude findet man noch eine alte Hausnummer vom Beginn des 19. Jahrhunderts.
Im Mittelalter gehörte Olpe neben neun weiteren Höfen zur Honschaft Garschagen im Kirchspiel Lüttringhausen des Amtes Beyenburg. 1547 sind in einer Liste der Hand- und Spanndienste drei Wohnstätten belegt. Der Hof war zu dieser Zeit Teil des Hofverbands Mosblech, der ein Allod der bergischen Herzöge war. 1715 wird der Weiler auf der Topographia Ducatus Montani als Ulpe bezeichnet.
Die Hofschaft Olpe hat eine lange Historie. Um die Wende vom 14. zum 15. Jahrhundert wurde „Alf ut der Olpe“ in den Bereich der Hanse geschickt und bekam im Jahr 1406 das Amt eines Ratsherrn in Riga. Die Handelsstraße der Hanse führte damals durch Lüttringhausen und eröffnete Verbindungen in die weite Welt.
1815/16 lebten 51 Einwohner im Ort. 1832 war Olpe weiterhin Teil der Honschaft Garschagen, die der Bürgermeisterei Lüttringhausen angehörte. Der laut der Statistik und Topographie des Regierungsbezirks Düsseldorf als Weiler bezeichnete Ort besaß zu dieser Zeit fünf Wohnhäuser und fünf landwirtschaftliche Gebäude. Zu dieser Zeit lebten 37 Einwohner im Ort, 7 katholischen und 30 evangelischen Glaubens. Im Gemeindelexikon für die Provinz Rheinland von 1888 werden vier Wohnhäuser mit 32 Einwohnern angegeben.